# Viss
Viss là một thị trấn thuộc hạt Borsod-Abaúj-Zemplén, Hungary. Thị trấn này có diện tích 13,92 km², dân số năm 2010 là 672 người, mật độ 48 người/km².